# كونراد شيك
كونراد شيك (بالألمانية: Conrad Schick)‏ (و. 1822 – 1901 م) هو عالم آثار، وعالم إنسان، ومهندس معماري ألماني، توفي في القدس، عن عمر يناهز 79 عاماً.

## جوائز
حصل على جوائز منها:

وسام القديس ستانيسلاوس من الدرجة الثانية ‏